# Victoria, Minnesota
Victoria là một thành phố thuộc quận Carver, tiểu bang Minnesota, Hoa Kỳ. Năm 2010, dân số của thành phố này là 7345 người.

## Dân số
- Dân số năm 2000: 4025 người.
- Dân số năm 2010: 7345 người.